# Le Passage (Isère)
Le Passage település Franciaországban, Isère megyében. Lakosainak száma 972 fő (2022. január 1.). Le Passage Saint-Ondras, Chassignieu, Chélieu, Saint-André-le-Gaz és Saint-Didier-de-la-Tour községekkel határos.

## Népesség
A település népességének változása:
| Lakosok száma | 343  | 431  | 516  | 749  | 783  | 783  | 793  | 876  | 918  | 972  |
|               | 1968 | 1982 | 1990 | 2006 | 2013 | 2015 | 2017 | 2019 | 2020 | 2022 |